# トニー・レヴィン
トニー・レヴィン（英語: Anthony Frederick "Tony" Levin、1946年6月6日 - ）は、アメリカ合衆国のベーシストである。
イングランドのキング・クリムゾンのメンバーとして知られる。同じイングランドのピーター・ガブリエルにはソロ・デビュー（1977年）から今日に至るまで、アルバム制作とツアーに起用され続けている。
スタジオ・ミュージシャンとして、ジョン・レノン、ポール・サイモンを初めルー・リード、アリス・クーパー、アート・ガーファンクル、トム・ウェイツ、ジェームス・テイラー、デヴィッド・ボウイなどの作品に参加し、ジャンルの枠を超えた幅広い活躍を見せている。野口五郎、西城秀樹、渡辺香津美、黒沢健一、高野寛、大貫妙子、渡辺美里、Dip in the pool、氷室京介らのアルバムやツアーにも参加しており、日本でも馴染みの深いミュージシャンである。

## 来歴

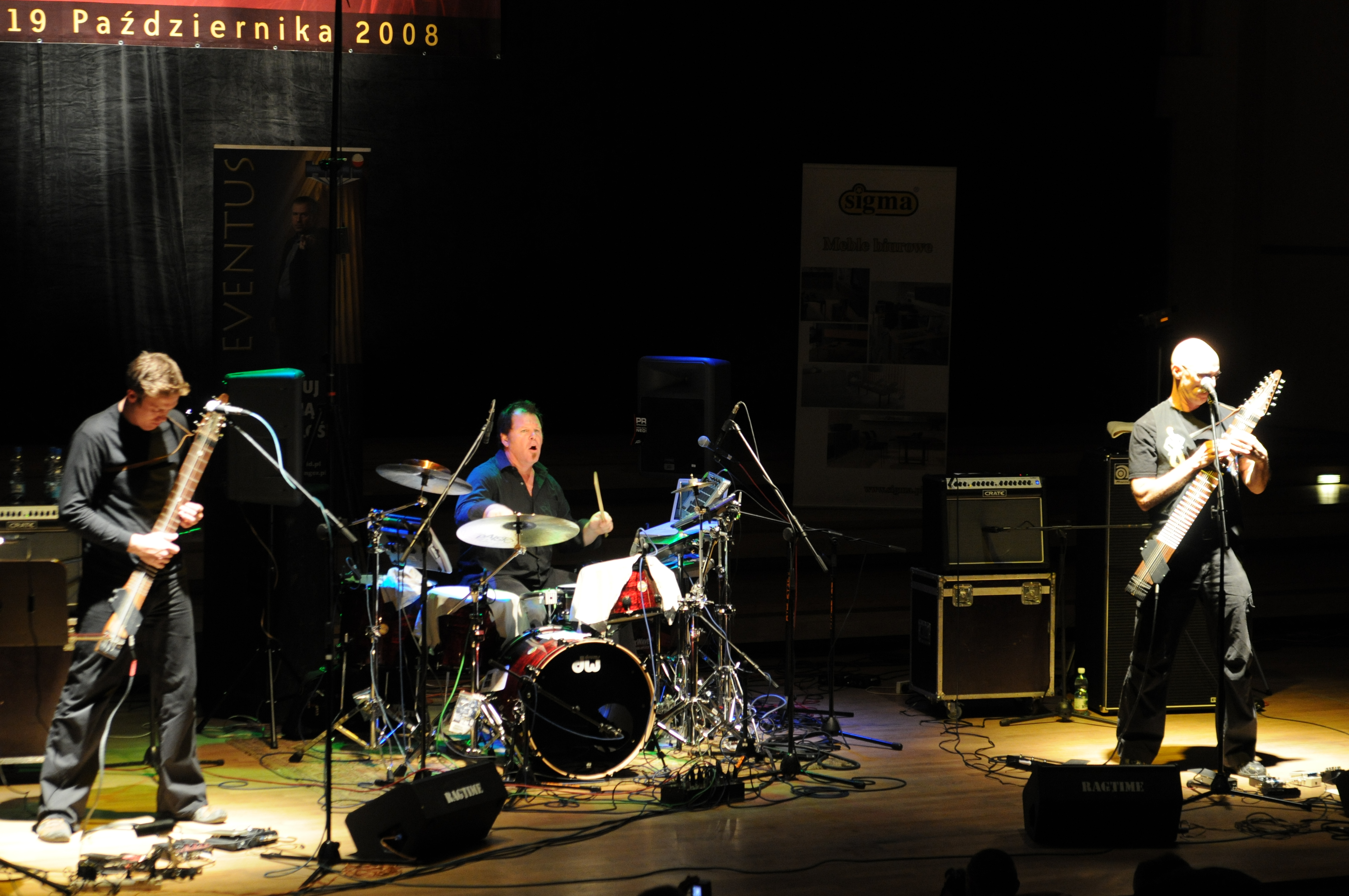
スティック・メン（2008年）

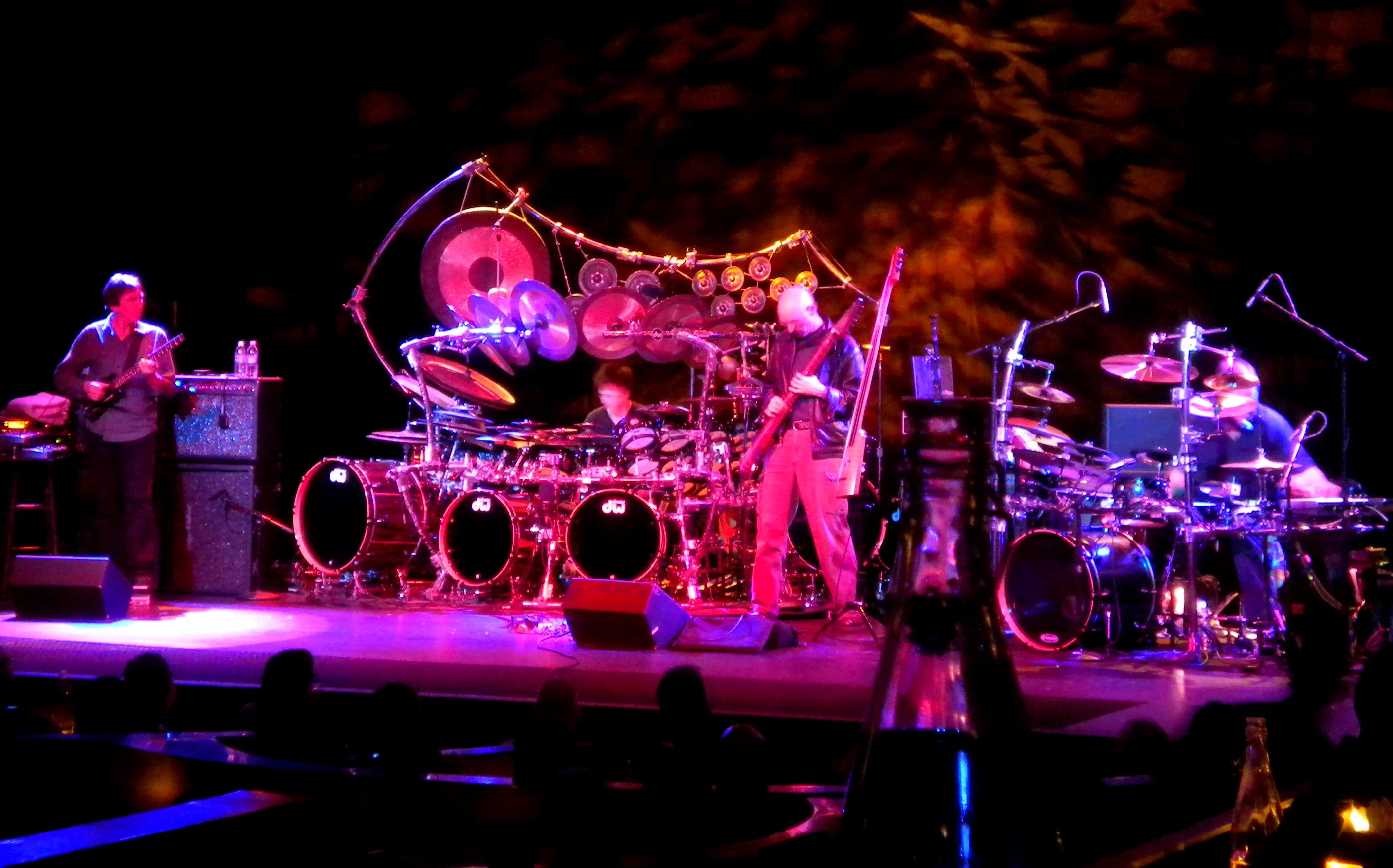
HoBoLeMa（2010年）

マサチューセッツ州ボストン生まれ。幼少より兄ピート・レヴィンの影響もあって音楽に親しみ、幼少期にはピアノを弾き、10歳からベースを始めた。その頃はクラシック畑を歩んでおり、1968年にはイーストマン音楽学校に進学してオーケストラでコントラバスを弾いていた。ルームメイトで後に名ドラマーになるスティーヴ・ガッドによって、クラシックからジャズ、フュージョンへ転向した。
1971年、名ヴァイブ奏者のゲイリー・バートンが率いるカルテットのメンバーとして初来日した。当初ニューヨークのスタジオ・ミュージシャンとして活躍し、初期フュージョンの作品盤にもいくつもその名を見ることができる。
ロックでは、ポール・サイモンのアルバム『時の流れに』（1975年）、ジョン・レノン&ヨーコ・オノのアルバム『ダブル・ファンタジー』（1980年）などにその名を刻んでいる。ピーター・ガブリエルのバンドでも活躍。日本では野口五郎らの作品でも演奏している。
アルバム『ピーター・ガブリエル』（1977年）に参加した時に知り合ったロバート・フリップ（ギター）に招かれて、1981年にフリップ、ビル・ブルーフォード（ドラムス）、エイドリアン・ブリュ―（ギター・ヴォーカル）と共にキング・クリムゾンを復活させた。1984年に解散するまで在籍し、その卓越したプレイで世界的に名を知られるようになる。アルバム『スリー・オブ・ア・パーフェクト・ペアー』（1984年）の収録曲「スリープレス」で披露したスラッピングは驚異的で、かのヴァン・ヘイレンも早速コピーしたらしいが、後年のインタビューでディレイを使った特殊奏法であることを述べている。
1980年代後半、ガブリエル、アンダーソン・ブラッフォード・ウェイクマン・ハウ、ピンク・フロイド、デヴィッド・トーンを初め様々なミュージシャンやバンドと共演して人気を不動のものにした。プログレッシブ・ロックに関係したバンドとの共演が多い為に、エマーソン・レイク・アンド・パーマー (ELP)からグレッグ・レイクが脱退した際に、後任に彼が頭文字「L」のベース奏者としてELPに参加するのではないかという憶測話までも囁かれたことがある
。
1994年、キング・クリムゾンの再々結成に参加して、1997年5月の活動休止決定まで在籍。引き続き同年12月にフリップの「プロジェクト1」（ProjeKct One）のメンバーとしてロンドンのJazz Caféで4回のコンサートに出演した。その後、ブルフォードと「ブルーフォード・レヴィン・アッパー・エクストリミティーズ」（B.L.U.E.）を結成して、1998年4月7日の名古屋公演で初舞台を踏んだ。同年10月から11月まで、フリップの「プロジェクト4」（ProjeKct Four）のメンバーとしてアメリカ西海岸のツアーに参加した。
1998年から1999年にかけて、アメリカのプログレッシブ・メタル・バンドのリキッド・テンション・エクスペリメントに在籍していた。2008年に行われた結成10周年記念のライブ・ツアーにも参加した。
2005年から2007年にかけて「トニー・レヴィン・バンド」を率いてヨーロッパなどを回り、ガブリエルやキング・クリムゾンのナンバーなども演奏した。メンバーはレヴィン（ベース、ボーカル）、ジェシ・グレス（ギター、ボーカル）、ジェリー・マロッタ（ドラム、ボーカル）、ピート・レヴィン（キーボード、ボーカル）、ラリー・ファスト（キーボード）。またカリフォルニア・ギター・トリオのツアーに参加し、ゲスト参加したジョン・アンダーソンやリック・ウェイクマンと共演して話題を呼んだ。
2007年、スティック奏者のマイケル・ベルニエ（Michael Bernier）、キング・クリムゾンの同僚であるドラマーのパット・マステロット（Pat Mastelotto）とトリオのスティック・メン（Stick Men）を結成。2010年6月にはツアーで来日。
2008年夏に行われたキング・クリムゾンのギグにも参加。
本人は「自分はジャズ・プレイヤーではない」と語っているが、近年のレイチェルZのソロ・アルバムでは全編、エレクトリック・アップライト・ベースを駆使して完全なジャズ奏法を披露している。
2008年から2010年にかけて、アラン・ホールズワース、テリー・ボジオ、パット・マステロットとの連名バンド（HoBoLeMaとも称される）でツアーを行った。
2009年2月、ガッド、ウォーレン・バーンハート、マイク・マイニエリと共に、1970年代に結成していた幻のクロスオーバー・バンド「リマージュ (L`image)」の再結成ライブを行なった。同年春には日本公演を実現させ、東京JAZZにも出演した。
2013年、再始動したキング・クリムゾンに復帰し、2015年12月には日本公演で来日。
2021年、リキッド・テンション・エクスペリメント再結成。
2024年、1980年代にキング・クリムゾンが発表した楽曲を演奏するバンドBEAT（ビート）に参加。
ソロ活動にも積極的で、世界中でレコーディングしたという『ワールド・ダイアリー』（1996年）、洞窟の中でレコーディングしたスティーヴ・ゴーン、ジェリー・マロッタとの共作『フロム・ザ・ケイヴズ・オブ・ジ・アイアン・マウンテン』（1997年）、アコースティック色の強い『ウォーターズ・オブ・エデン』（2000年）など実験精神に富んだ多彩な作品を精力的に発表している。

## 奏法

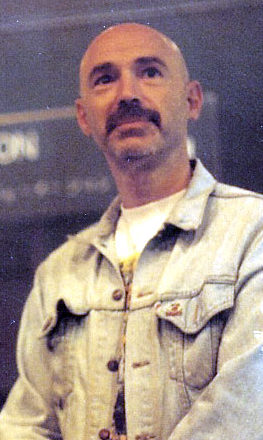
40歳代の頃（1993年 ベネズエラ・カラカスにて）

ガッドの薦めでニューヨークのジャズシーンにデビューした頃も、極めてオーソドックスなベーススタイルを取っていた。実際のところ今に至るまで、その基本には変化はないと言える。しかしながら多様なエフェクターを使用し、特にオクターバーを非常に効果的に使用して様々な演奏を行い、深い低音でボトムを支えている。
弦を叩くようにして演奏するスティック（チャップマン・スティック）と呼ばれる特殊な弦楽器を使うことで知られる。また指貫をはめてベースを弾くのをガブリエルが面白がったのをヒントに、人差し指と中指にドラムのスティックの様な物を装着してベースの弦を叩いて演奏する「ファンクフィンガーズ奏法」を発案したほか、スラップ奏法なども駆使する。左手のフィンガリングも個性的で、タメの効いたダイナミックなスライドなど独特のテクニックを持つ。

## 音楽性
その演奏スタイルはきわめてオーソドックスであり、ベースの王道をいくものである。しかしながら、そのフレージングや音色は非常に個性的であり、ボトムを支えながら、その音楽のスタイルを決定づけ、そしてアーチストを主役として、きちんとサポートしながら、自分の色も出せる稀有なミュージシャンといえる。特に有名なトニー印のフレーズとしてあげられるのはピーター・ガブリエルの「Sledge Hammer」、キング・クリムゾン「Elephant Talk」、ポール・サイモン「Late in the Evening」、アリスタ・オール・スターズ「Rocks」など。一般的にはプログレッシブ・ロックのイメージが強いが、テリー・ボジオとスティーヴ・スティーヴンスとのトリオ、「ボジオ・レヴィン・スティーヴンス」や、ドリーム・シアターのメンバーとのプロジェクト「リキッド・テンション・エクスペリメント」など、ハード・ロック界にもその名を轟かせている。しかしその一方でアーティ・トラウムらのアルバムへの参加でもわかるように、アメリカン・フォークシーンでも重要人物であり、その音楽性は極めて幅広い。プログレ、フュージョン、ロック、フォークといった音楽ジャンルのそれぞれのオリジネーター達からこぞって競演を要請されており、他のセッション・ミュージシャンと比較してもそのジャンルを超えた活動は驚異的である。（たとえばプログレであればイエス（ABWH）、キング・クリムゾン、ピーター・ガブリエル、ピンク・フロイド、フュージョンはブレッカー・ブラザーズ、マイク・マイニエリ、ロックはジョン・レノン、ルー・リード、フォークはポール・サイモンというように）。テリー・ボジオとスティーブ・スティーブンスが最初のミーティングで誰をベースにするか、というドリームリストを作った際に、最初に名前が挙がったのがトニーであるとインタビューで述べている。

## 使用機材

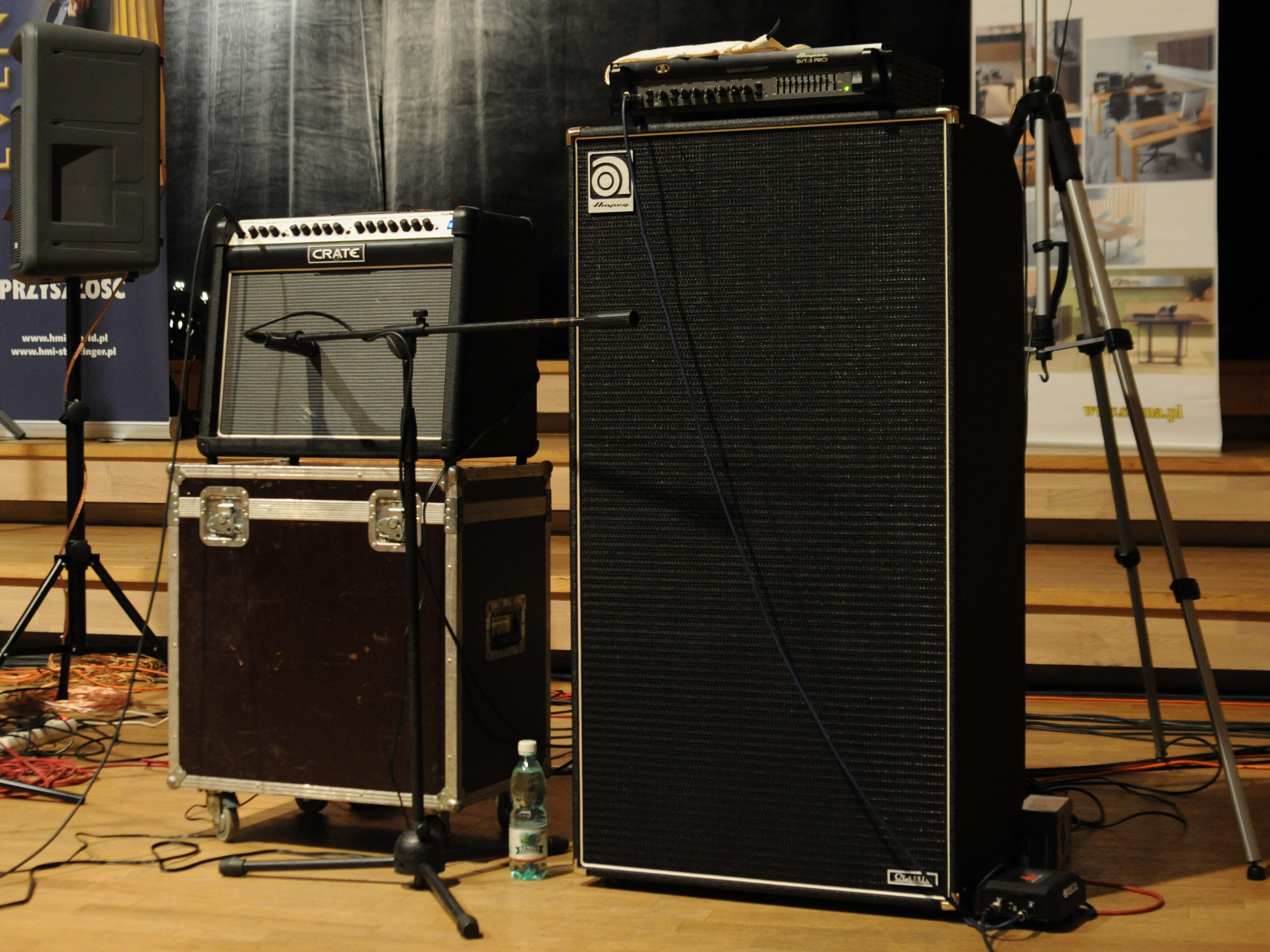
使用アンプ「Crate FlexWave」「アンペグ」製など

ミュージックマン・スティングレイ、チャップマン・スティック。スタインバーガー(NSデザイン)・エレクトリック・アップライト・ベース及びチェロ。
リミッターを深く効かせたサステインの長いサウンドが特徴的。また独特のビブラートを駆使し、どの楽器を使っても「トニー・レヴィンの音」を感じさせる深い重低音という共通点がある。

## エピソード
- 長年にわたりスキンヘッドに口髭がトレードマークであるが、1977年にガブリエル初のソロ・ツアーに起用された時は「髭無し・頭髪有り」だった。
- 兄のピートもスキンヘッドに口髭という風貌で、顔もそっくりであるために、外見上の区別が非常に難しい。
- ガブリエルにはソロ・デビュー（1977年）から今に至るまで、アルバム及びツアーにベーシストとして起用され続けている。キング・クリムゾン在籍中は、彼の為に両者がスケジュールを調整していたという逸話もある。
- 自著によると、ジョン・マクラフリンからマハビシュヌ・オーケストラへの参加要請の電話が来たが、受話器を取った義母がマクラフリンの名前を聞き取れず、そのままにしてしまった[18]。
- ガブリエルからトリノオリンピック（2006年）の開会式で演奏する機会を提供されたが、「イタリアでの演奏」だけでオリンピックの開会式であることを知らされなかったので、レコーディング・セッションの予定が入っていたのを理由に断ってしまった。結局開会式では、彼と同じくガブリエルの長年の盟友であるギタリストのデヴィッド・ローズがベースを演奏した。
- ホームページを10年以上も運営し続けており、自ら日記を書いてまめにアップしている。
- トニー・レヴィン・バンドやカリフォルニア・ギター・トリオなどのバンドや小規模ツアーの移動では、これだけビッグ・ネームにも関わらずバンに楽器を積んで自分達で運転して全米のライブ・ハウスを回る。時にはハーレーダビッドソンのバイクで合流する。その模様はホームページで紹介されている[19]。
- 写真撮影が趣味で、演奏中にも客席や他のメンバーを写している。ホームページには日記形式でツアーやレコーディングの様子を撮影した写真が多数掲載されている。キング・クリムゾンの写真集も出版した。
- 1991年に発表されたキング・クリムゾンのCDボックス"Frame by Frame: The Essential King Crimson"[20]には、彼が自作・自演して歌唱も担当した「キング・クリムゾン・バーバー・ショップ」が収録された[注釈 5]。
- エスプレッソが大好物。

## ディスコグラフィ

### ソロ・アルバム
- 『ワールド・ダイアリー』 - World Diary (1995年)
- 『ウォーターズ・オブ・エデン』 - Waters of Eden (2000年)
- 『ピーセズ・オブ・ザ・サン』 - Pieces of the Sun (2002年)
- 『ダブル・エスプレッソ』 - Double Espresso (2002年) ※「Tony Levin Band」名義
- Resonator (2006年)
- Stick Man (2007年)
- The Bucket List (2019年)

### ハービー・マン
- 『ファースト・ライト』 - First Light (1974年)
- 『サプライズ』 - Surprises (1976年)
- Gagaku & Beyond  (1976年)
- 『ブラジル・ワンス・アゲイン』 - Brazil: Once Again (1978年)

### ピーター・ガブリエル
詳しくは「ピーター・ガブリエル#ディスコグラフィ」を参照

### キング・クリムゾン
詳しくは「キング・クリムゾンの作品」を参照

### アンダーソン・ブルーフォード・ウェイクマン・ハウ
- 『閃光』 - Anderson Bruford Wakeman Howe (1989年)
- Live at the NEC – Oct 24th 1989 (2010年)

### ボジオ・レヴィン・スティーヴンス
- 『ブラック・ライト・シンドローム』 - Black Light Syndrome (1997年)
- 『シチュエーション・デンジャラス』 - Situation Dangerous (2000年)

### プロジェクト
詳しくは「プロジェクト (バンド)#ディスコグラフィ」を参照
- 『ライヴ・アット・ザ・ジャズ・カフェ』 - Live at the Jazz Café (1998年) ※プロジェクト1名義
- 『ウェスト・コースト・ライヴ』 - West Coast Live (1999年) ※プロジェクト4名義
- 『ア・スケアシティ・オブ・ミラクルズ』 - A Scarcity of Miracles (2011年) ※ア・キング・クリムゾン・プロジェクト名義

### リキッド・テンション・エクスペリメント
詳しくは「リキッド・テンション・エクスペリメント#ディスコグラフィ」を参照

### ブルーフォード・レヴィン・アッパー・エクストリミティーズ
- 『ブラッフォード・レヴィン・アッパー・エクストリミティーズ』 - Bruford Levin Upper Extremities (1998年)
- 『BLUEナイツ』 - B.L.U.E. Nights (2000年)

### カリフォルニア・ギター・トリオ
- 『ロックス・ザ・ウェスト』 - Rocks the West (2000年)
- Live at the Key Club (2001年)
- 『CG3+2』 - CG3+2 (2002年)
- Echoes (2008年)
- Andromeda (2010年)
- Masterworks (2012年)
- Komorebi (2016年)

### スティック・メン
- Stick Men [A special edition]  (2009年)
- 『スープ』 - Soup (2010年)
- Absalom EP (2011年)
- Live In Montevideo 2011 (2011年)
- Live In Buenos Aires 2011 (2011年)
- Open (2012年)
- Deep (2013年)
- Power Play (2014年)
- Unleashed: Live Improvs 2013 (2014年)
- 『ライヴ・イン・トーキョー 2015』 - Midori: Live In Tokyo (2016年) ※デヴィッド・クロス参加
- 『プログ・ノワール』 - Prog Noir (2016年)
- 『六本木 - ライヴ・イン・トーキョー 2017』 - Roppongi - Live In Tokyo 2017 (2017年) ※メル・コリンズ参加

### レヴィン・ブラザーズ
- Levin Brothers (2014年) ※ピート・レヴィンとのデュオ

### その他の主な参加アルバム
- ジャック・マクダフ :『フー・ノウズ・ホワット・トゥモロウズ・ゴナ・ブリング』 - Who Knows What Tomorrow's Gonna Bring (1971年)
- ゲイリー・バートン :『ライヴ・イン・トーキョウ』 - Live in Tokyo (1971年)
- バディ・リッチ :『ザ・ロアー・オブ'74』 - The Roar of '74 (1973年)
- 野口五郎 :『GORO IN NEW YORK / 異邦人』 (1977年)
- アリスタ・オール・スターズ :『ブルー・モントルー』 - Blue Montreux (1979年)
- ジョン・レノン&ヨーコ・オノ:『ダブル・ファンタジー』 - Double Fantasy (1980年)
- 野口五郎 :『 U.S.A. STUDIO CONNECTION』 (1980年)
- イエス :『結晶』 - Union (1991年)
- ゴーン、レヴィン、マロッタ :『フロム・ザ・ケイヴズ・オブ・ジ・アイアン・マウンテン』 - From the Caves of the Iron Mountain (1997年)
- Tony Levin、David Torn、Alan White : Levin Torn White (2011年)
- トニー・レヴィン、マルコ・ミンネマン、ジョーダン・ルーデス :『LMR』 - Levin Minnemann Rudess (2013年)
- Anthony Curtis and Tony Levin : Book of the Key (2015年)
- トニー・レヴィン、マルコ・ミンネマン、ジョーダン・ルーデス :『フロム・ザ・ロウ・オフィセス』 - From The Law Offices Of (2016年)